# Margareta Niss
Lena Margareta Niss, född 7 april 1957 på Lidingö, är en svensk skådespelare.
Niss är utbildad vid Teater- och operahögskolan i Göteborg 1984-1987, och är per 2003 fast medarbetare vid Västerbottensteatern.

## Filmografi
Efter Internet Movie Database:
- 1990 – En midsommarnattsdröm
- 1991 – Ögonblickets barn (TV-serie)
- 1997 – Skilda världar (TV-serie) (ett avsnitt)
- 1997 – Beck - Spår i mörker
- 2000 – Före stormen

## Teater

### Roller (ej komplett)
| År   | Roll           | Produktion                                 | Regi             | Teater                            |
| ---- | -------------- | ------------------------------------------ | ---------------- | --------------------------------- |
| 1998 |                | Balladen om Marjan och Rolf Thomas Tidholm | Elisabeth Frick  | Unga Riks                         |
| 2003 |                | Pölsan Torgny Lindgren                     | Eyvind Andersen  | Västerbottensteatern              |
| 2009 |                | The Marklund Story Birgit Hageby           | Jan Karlsson     | Västerbottensteatern              |
| 2010 | Helene Bolin   | Kändisfeber Peter Quilter                  | Gunilla Orvelius | Västerbottensteatern              |
| 2016 | Selma Lagerlöf | Bildmakarna Per Olov Enquist               | Kia Berglund     | Västerbottensteatern/ Riksteatern |